# Coal Act
Il Coal Act è una legge federale degli Stati Uniti d'America.

## Descrizione
In seguito al clamore suscitato nell'opinione pubblica da un terribile incidente minerario - avvenuto il 20 novembre 1968 a Farmington, sempre nella Virginia Occidentale, e in cui persero la vita 78 minatori - fu approvato il Federal Coal Mine Health and Safety Act, detto anche Coal Act. Esso, varato nel 1969, irrigidì ed ampliò le precedenti leggi federali, riguardando tanto le miniere sotterranee quanto quelle di superficie e incrementando fortemente il potere impositivo nell'ambito delle miniere di carbone. Esso imponeva due ispezioni annuali per le miniere di carbone di superficie e quattro per quelle sotterranee. Prevedeva pene pecuniarie per tutte le violazioni e stabiliva sanzioni penali per quelle intenzionali e dolose. Le misure di sicurezza furono rese più severe e - per la prima volta - furono introdotte norme sull'igiene, in particolare modo riguardanti l'antracosi (il black lung anglosassone, la terribile malattia del polmone nero, causata dalla lunga esposizione alla polvere di carbone).